# Atopogale cubana
Solenodon cubanus · Solénodon de Cuba
Genre
Espèce
Statut de conservation UICN

 EN B1ab(iii,v) : En danger
Le Solénodon de Cuba (Atopogale cubana, syn. Solenodon cubanus) est une espèce de mammifères appartenant à la famille des Solénodontidés. Cette famille ne comprend plus qu'une seule autre espèce encore vivante en plus de cette espèce endémique de Cuba, le Solénodon paradoxal (Solenodon paradoxus), tout aussi menacée. La salive de cette sorte de grande musaraigne primitive contient un venin.

## Noms communs
L'espèce est appelée Solénodonte de Cuba, Solénodon de Cuba ou encore Almiquí,.

## Classification
Cette espèce a été décrite pour la première fois en 1861 par le naturaliste allemand Wilhelm Peters (1815-1883). 
Traditionnellement, les espèces de cette famille sont classées dans l'ordre des Insectivora, un regroupement qui est progressivement abandonné au XXIe siècle.

## Redécouverte
Solenodon cubanus est ce que l'on nomme un taxon Lazare, il a été redécouvert alors qu'on le croyait éteint. Depuis sa découverte en 1861 par Wilhelm Peters, seulement 37 spécimens ont été capturés. En 1970, certains pensaient que l'espèce avait disparu car plus aucun spécimen n'avait été observé depuis 1890. Le 2 juin 1970 le Solénodonte de Cuba fut classé dans les espèces en danger d'extinction. Néanmoins 3 furent capturés en 1974 et 1975 et quelques rares observations eurent lieu par la suite.